# Henry Dillon, XIII visconte Dillon
Henry Augustus Dillon-Lee, XIII visconte Dillon (Bruxelles, 28 ottobre 1777 – Londra, 24 luglio 1832), è stato un politico e scrittore irlandese.

## Biografia
Era il figlio di Charles Dillon, XII visconte Dillon, e della sua prima moglie, Henrietta-Maria Phipps, figlia di Constantine Phipps, I barone Mulgrave. 

## Carriera
Nel 1794 divenne colonnello della Irish Brigade. Nel 1799 era un membro del Parlamento per Harwich e nel 1813 successe al padre come visconte Dillon.

## Matrimonio
Nel 1807 sposò Henrietta Browne (25 marzo 1789-18 marzo 1862), figlia del colonnello Dominick-Geoffrey Browne e sorella di Dominick Browne, I barone Oranmore e Browne. Ebbero nove figli:
- Henrietta Maria (21 dicembre 1807-16 febbraio 1895), sposò Edward Stanley, II barone di Alderley, ebbero dieci figli;
- Louisa Anne Rose (?-18 luglio 1902), sposò Spencer-Cecil Ponsonby, ebbero undici figli;
- Charles Dillon, XIV visconte Dillon (20 aprile 1810-18 novembre 1865);
- Theobald Dillon, XV visconte Dillon (5 aprile 1811-30 novembre 1879);
- Arthur Dillon, XVI visconte Dillon (10 aprile 1812-12 gennaio 1892);
- Constantine Augustus Dillon (14 settembre 1813-16 aprile 1853), sposò Fanny Story, ebbero sei figli;
- Robert George (7 ottobre 1817-1822);
- Margaret Frances Florence (1818-19 aprile 1885), sposò William Hamilton, ebbero sei figli;
- Gerald Normanby (21 novembre 1823-3 gennaio 1880), sposò Lady Louisa FitzGibbon, ebbero sei figli.

## Morte
Morì il 24 luglio 1832 a Londra.

## Ascendenza
|                                       |                |                                   | Genitori                              |  |  | Nonni |  |  | Bisnonni      |  |  | Trisnonni                            |  |
|                                       |                |                                   |                                       |  |  |       |  |  | Arthur Dillon |  |  | Theobald Dillon, VII visconte Dillon |  |
|                                       |                |                                   |                                       |  |  |       |  |  | Arthur Dillon |  |  | Theobald Dillon, VII visconte Dillon |  |
|                                       |                | Mary Talbot                       |                                       |  |  |       |  |  | Arthur Dillon |  |  |                                      |  |
| Henry Dillon, XI visconte Dillon      |                |                                   |                                       |  |  |       |  |  | Arthur Dillon |  |  |                                      |  |
|                                       |                | Christina Sheldon                 | Ralph Sheldon                         |  |  |       |  |  |               |  |  |                                      |  |
|                                       |                | Christina Sheldon                 | Ralph Sheldon                         |  |  |       |  |  |               |  |  |                                      |  |
|                                       |                | Christina Sheldon                 | Elizabeth Dunn                        |  |  |       |  |  |               |  |  |                                      |  |
| Charles Dillon, XII visconte Dillon   |                | Christina Sheldon                 |                                       |  |  |       |  |  |               |  |  |                                      |  |
|                                       |                | George Lee, II conte di Lichfield | Edward Lee, I conte di Lichfield      |  |  |       |  |  |               |  |  |                                      |  |
|                                       |                | George Lee, II conte di Lichfield | Edward Lee, I conte di Lichfield      |  |  |       |  |  |               |  |  |                                      |  |
|                                       |                | George Lee, II conte di Lichfield | Charlotte FitzRoy                     |  |  |       |  |  |               |  |  |                                      |  |
| Charlotte Lee                         |                | George Lee, II conte di Lichfield |                                       |  |  |       |  |  |               |  |  |                                      |  |
|                                       |                | Frances Hales                     | John Hales, IV baronetto              |  |  |       |  |  |               |  |  |                                      |  |
|                                       |                | Frances Hales                     | John Hales, IV baronetto              |  |  |       |  |  |               |  |  |                                      |  |
|                                       |                | Frances Hales                     | Helen Mary Catherine Bealing          |  |  |       |  |  |               |  |  |                                      |  |
| Henry Dillon, XIII visconte Dillon    |                | Frances Hales                     |                                       |  |  |       |  |  |               |  |  |                                      |  |
|                                       | William Phipps | Constantine Phipps                |                                       |  |  |       |  |  |               |  |  |                                      |  |
|                                       | William Phipps | Constantine Phipps                |                                       |  |  |       |  |  |               |  |  |                                      |  |
|                                       | William Phipps | Catherine Sawyer                  |                                       |  |  |       |  |  |               |  |  |                                      |  |
| Constantine Phipps, I barone Mulgrave | William Phipps |                                   |                                       |  |  |       |  |  |               |  |  |                                      |  |
|                                       |                | Catherine Annesley                | James Annesley, III conte di Anglesey |  |  |       |  |  |               |  |  |                                      |  |
|                                       |                | Catherine Annesley                | James Annesley, III conte di Anglesey |  |  |       |  |  |               |  |  |                                      |  |
|                                       |                | Catherine Annesley                | Catherine Darnley                     |  |  |       |  |  |               |  |  |                                      |  |
| Henrietta Maria Phipps                |                | Catherine Annesley                |                                       |  |  |       |  |  |               |  |  |                                      |  |
|                                       |                | John Hervey, II barone Hervey     | John Hervey, I conte di Bristol       |  |  |       |  |  |               |  |  |                                      |  |
|                                       |                | John Hervey, II barone Hervey     | John Hervey, I conte di Bristol       |  |  |       |  |  |               |  |  |                                      |  |
|                                       |                | John Hervey, II barone Hervey     | Elizabeth Felton                      |  |  |       |  |  |               |  |  |                                      |  |
| Lepell Hervey                         |                | John Hervey, II barone Hervey     |                                       |  |  |       |  |  |               |  |  |                                      |  |
|                                       |                | Mary Lepell                       | Nicholas Lepell                       |  |  |       |  |  |               |  |  |                                      |  |
|                                       |                | Mary Lepell                       | Nicholas Lepell                       |  |  |       |  |  |               |  |  |                                      |  |
|                                       |                | Mary Lepell                       | Mary Brooke                           |  |  |       |  |  |               |  |  |                                      |  |
|                                       |                | Mary Lepell                       |                                       |  |  |       |  |  |               |  |  |                                      |  |